# ウェスタン線 (クイーンズランド州)
ウェスタン線（ウェスタンせん、英語: Western Line）は、オーストラリア・クイーンズランド州トゥーンバ市 (en:Toowoomba Region) のトゥーンバ駅からParoo市 (en:Shire of Paroo) のカナマラ駅 (Cunnamulla) までを結ぶQR（クイーンズランド鉄道）の鉄道路線である。
ウェスタン線からはグレート・ウェスタン線 (Great Western Line) を含むいくつかの支線が分岐している。この記事ではこれらの支線についても述べる。

## 概要

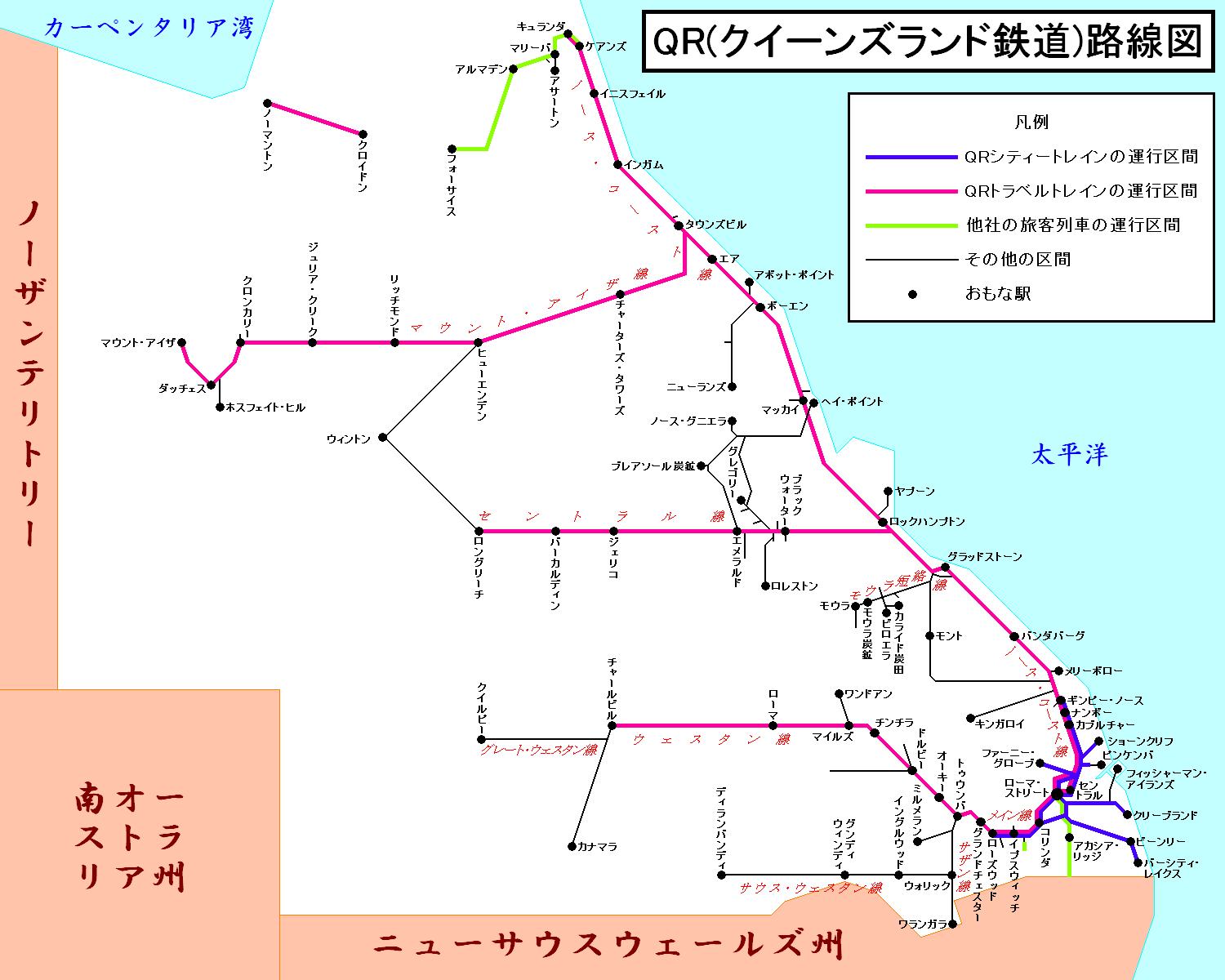
QR（クイーンズランド鉄道）路線図

東海岸の州都ブリスベン市 (en:Brisbane City Council) と内陸部のサウス・ウェスト地方を結ぶ鉄道路線のうちトゥーンバ駅より西の部分がウェスタン線である。トゥーンバ駅より東はメイン線であり、他にサザン線がトゥーンバ駅を起点として南に路線を伸ばしている。ウェスタン線は起点のトゥーンバ駅から北西に約200km進んだあと西に約400km進むとチャールビル駅 (Charleville) に至る。その後は南南西に約200km進んで終点のカナマラ駅に到達する。
ダルビー駅 (Dalby)（トゥーンバ駅から83.19km）ではGlenmorganへの支線が西に、Jandowaeへの支線（実際の分岐点はダルビー駅の約3km先のTycanba）が北北西に分岐している。マイルズ駅 (Miles)（トゥーンバ駅から209.29km）ではワンドアン駅 (Wandoan) への支線が北北西に分岐しており、さらにワンドアン駅からモウラ短絡線までを結ぶスラット盆地鉄道 (en:Surat Basin railway) の新設が計画されている。ウェストゲート駅 (Westgate)（トゥーンバ駅から636.45km）ではクイルピー駅 (Quilpie) への支線であるグレート・ウェスタン線が西に分岐している。

### 路線データ
- 路線距離:
  - トゥーンバ駅 - カナマラ駅 : 810.76km
    - （支線） ドルビー駅 - Glenmorgan : 165.43km
    - （支線） ドルビー駅 - Jandowae : 48.51km
    - （支線） マイルズ駅 - ワンドアン駅 : 69.45km
    - （支線） ウェストゲート駅 - クイルピー駅 : 200.72km
- 軌間: 1067mm
- 複線区間: なし（全線単線）
- 電化区間: なし（全線非電化）

## 運行形態
マカリスター駅 (Macalister)、ジョンダリアン駅 (Jondaryan) からQRナショナルの貨物列車がトゥーンバ駅・メイン線経由でブリスベン港まで石炭を輸送している。
トゥーンバ駅 - チャールビル駅間ではブリスベン市のローマ・ストリート駅から直通するトラベルトレインの長距離旅客列車も週2往復が運行されている。

## 歴史
トゥーンバ駅 - カナマラ駅間
1867年にトゥーンバ駅まで開業していたメイン線を延伸する形で路線が建設され、翌1868年にかけてドルビー駅まで開業した。1877年から1880年にかけてローマ駅 (Roma) まで開業し、1883年から1888年にかけて内陸部の牧畜業者のためにチャールビル駅まで開業した。1897年から1898年にかけて終点カナマラ駅まで開業した。
トゥーンバ駅 - クロウズ・ネスト駅間（全線廃止）
1883年にトゥーンバ駅から北に分岐しCabarlah地区のハイフィールズ駅 (Highfields) までの支線が開業し、1886年にクロウズ・ネスト駅 (Crows Nest) まで開業した。1961年に廃止された。
キングスソープ駅 - Haden 間（全線廃止）
1910年にキングスソープ駅 (Kingsthorpe)（トゥーンバ駅から19.75km）から北に分岐しHadenまでの支線が開業した。のちに廃止された。
オーキー駅で分岐する支線（全線廃止）
1913年にオーキー駅 (Oakey)（トゥーンバ駅から30.50km）から北に分岐しCooyarまでの支線 (en:Oakey–Cooyar railway line, Queensland) が開業した。1915年にオーキー駅から南西に分岐しEvanslea (Mount Russell) までの別の支線が開業し、1919年に西へセシル・プレインズ駅 (Cecil Plains) まで延伸開業した (63.01km)。のちにいずれも廃止された。
ドルビー駅で分岐する支線（ドルビー駅 - Bell 間は廃止）
1906年にドルビー駅から北東に分岐しBellまでの支線が開業した (37.91km)。1911年にドルビー駅からTaraまで別の支線が開業し、1927年にMeandarraまで、1931年にGlenmorganまで延伸開業した。1914年にドルビー駅からJandowaeまでの別の支線が開業した。ドルビー駅 - Bell間はのちに廃止された。
チンチラ駅 - Barakula 間（全線廃止）
1912年に鉄道建設資材の運搬のためチンチラ駅 (Chinchilla)（トゥーンバ駅から164.04km）から北に分岐しBarakulaまでの軽便鉄道の支線が開業した。のちに廃止された。
マイルズ駅 - ワンドアン駅間
1914年にマイルズ駅からワンドアン駅までの支線が開業した。
ローマ駅 - Injune 間（全線廃止）
1916年にローマ駅（トゥーンバ駅から350.34km）から北に分岐しOralloまでの支線が開業し、1920年にInjuneまで延伸開業した。のちに廃止された。
ウェストゲート駅 - クイルピー駅間

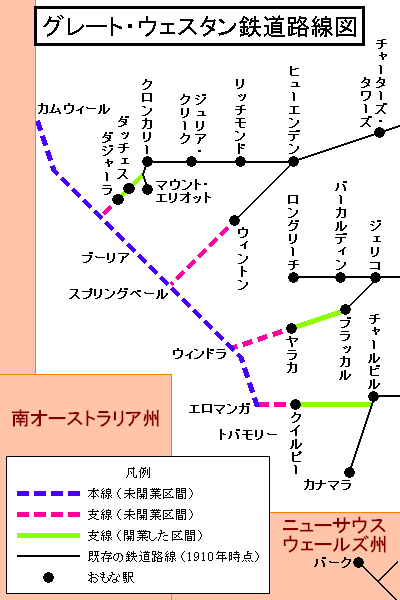
グレート・ウェスタン鉄道路線図: ウェストゲート駅 - クイルピー駅間はグレート・ウェスタン鉄道法に基づいて建設された。

 グレート・ウェスタン鉄道計画の一環としてウェストゲート駅からCooladdiまでのフィーダー路線が1913年に開業し、1917年にクイルピー駅まで延伸開業した。グレート・ウェスタン鉄道は実現せずクイルピー駅より先には延伸しなかったが、名残でこの区間は「グレート・ウェスタン線」と呼ばれている。